# Walther Graeßner
Walther Graeßner, nemški general, * 31. januar 1891, Magdeburg, † 16. julij 1943, Troppau.